# مغرسية
المغرسية هي طريقة لكتابة اللهجة المغربية بالأحرف الاتينية. تُستعمل المغرسية بوثيرة أكثر في أقسام الدردشة والاتصالات الحديثة كالبريد الإلكتروني وخدمة الرسائل القصيرة أو ما يّعرب ب SMS.

## النشأة
نشأت طريقة الكتابة بالمغرسية لعشرينيات القرن الماضي، عندما كان المغرب يخضع للسلطتين الاستعماريتين الفرنسية والإسبانية. كانت الحركة الوطنية حينها تستعمل أدوات الطبع بأحرف لاتينية لنشر أفكار التحرير بين النخبة المغربية لكن باللغة المغربية. هناك من يُرجح هذا الاستعمال أيضا إلى ما بعد 1566 من قبل الموريسكيون المدجنون والذين تم تهجيرهم من قبل محاكم التفتيش الإسبانية. 

## التسمية
اسم المغرسية هو مصطلح هجين بين المغربية والفرنسية نسبة لكتابة العامية المغربية بأحرف لاتينية لكن بنطقها وعاداتها الفرنسية (مثال: حرف الواو هو OU)

## أهم المميزات
توجد بالدول العربية الأخرى كمصر أو الخليج العربي طُرق متقاربة للكتابة بالأحرف اللاتينية لكنها تعتمد المخارج الصوتية ألانجليزية عكس ما يُعتمد في المغرسية. تعتمد هذه الكتابة الأبجدية الصوتية الفرنسية بخلاف الأبجدية الصوتية الدولية.
| الحرف العربي | الحرف اللاتيني | مثال بالعربية | مثال بالمغرسية   | ملاحظة                        |
| ------------ | -------------- | ------------- | ---------------- | ----------------------------- |
| ڭ            | G أو GU        | أڭادير        | Agadir           |                               |
| و            | OU             | أولاد حمد     | Oulad 7med       | تُكتب نادرا ب W                |
| غ            | GH             | مغرب          | Maghreb          |                               |
| ق            | Q أو 9         | سويقة         | Soui9a أو Souiqa |                               |
| ح            | 7              | حيوان         | 7ayaouane        | تُنسخ الحاء في بعض الأحيان ب h |
| خ            | KH             | خربة خاوية    | Kherba Khaouya   |                               |
| ش            | CH             | شوهة          | Chouha           |                               |

## هوامش ومصادر
- تعلم اللهجة الدارجة المغربية
- كتب بالدارجة المغربية نسخة محفوظة 7 أغسطس 2018 على موقع واي باك مشين.
- مفردات من الدارجة المغربية
- كلمات من اللهجة المغربية ـ بالفرنسية
- دروس في الدارجة المغربية ـ بالفرنسية
- نكت بالدارجة المغربية
- ktbdarija.com